# Bibradya
Bibradya es un género de foraminífero bentónico de la familia Bradyinidae, de la superfamilia Endothyroidea, del suborden Fusulinina y del orden Fusulinida. Su especie tipo es Bibradya inflata. Su rango cronoestratigráfico abarca desde el Viseense superior hasta el Asbiense (Carbonífero inferior).

## Discusión
Clasificaciones más recientes incluyen Bibradya en la superfamilia Bradyinoidea, del suborden Endothyrina, del orden Endothyrida, de la subclase Fusulinana y de la clase Fusulinata.

## Clasificación
Bibradya incluye a la siguiente especie:
- Bibradya grandis †
- Bibradya inflata †